# Žena bijící neonacistu kabelkou

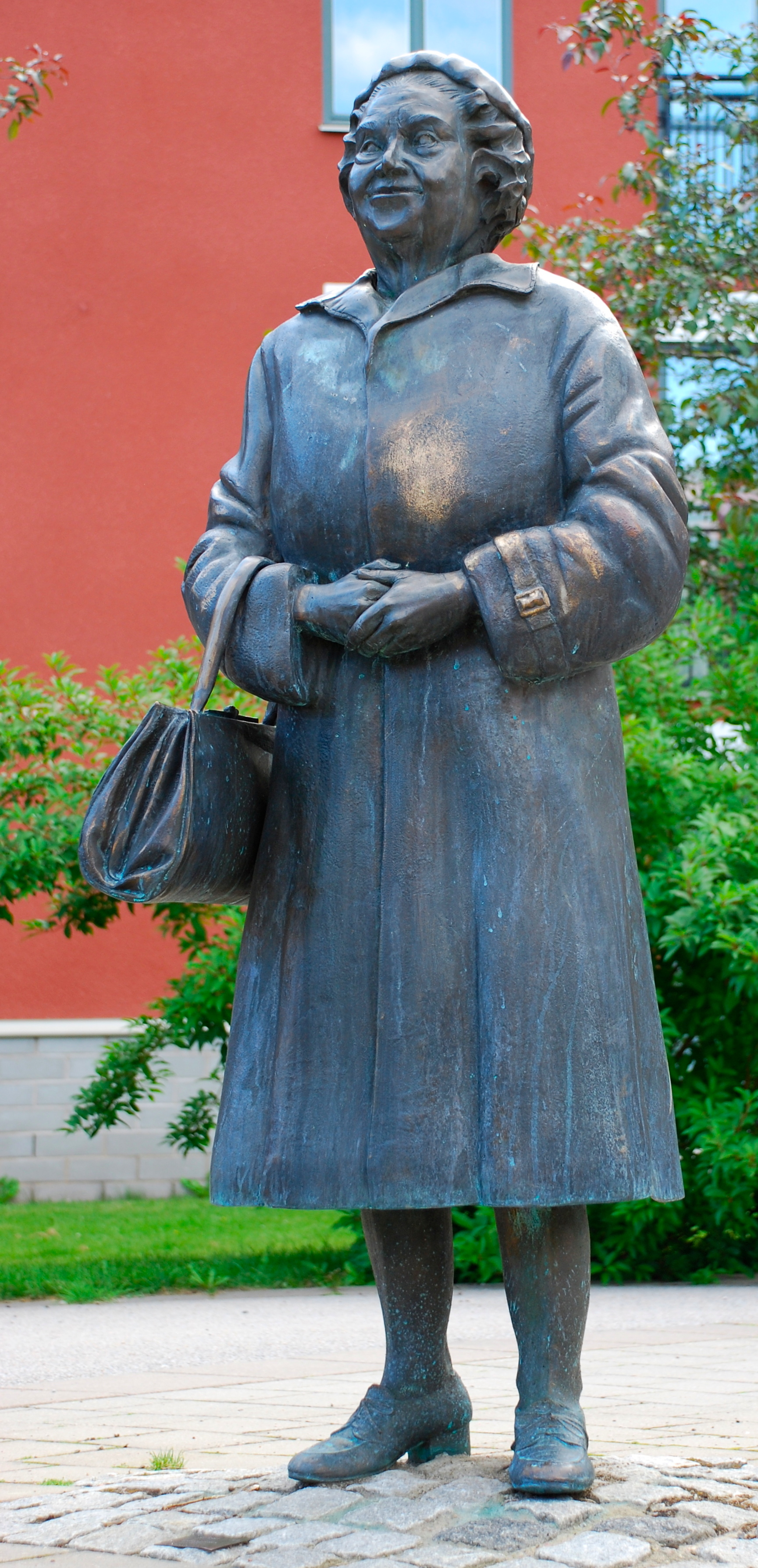
Socha v univerzitním kampusu ve Växjö. Autorkou je švédská malířka a sochařka Sussana Arwin.

Žena bijící neonacistu kabelkou (švédsky: Kvinnan med handväskan, doslovně: „žena s kabelkou”) je fotografie zachycená ve švédském městě Växjö 13. dubna 1985. Pořídil ji Hans Runesson a fotografie zachycuje 38letou ženu, jak svojí kabelkou bije neonacistu právě pochodujícího během demonstrace příznivců Severské národní strany (NRP – Nordic Reich Party). Hned další den se fotografie objevila ve švédském deníku Dangens Nyheter a následující den v několika britských novinách. To ve Švédsku rozžehlo diskuzi o „rozpoutaném násilí proti nevinným demonstrantům.” 
Runessonovu fotografii zvolili jako Švédskou fotografii roku (Årets bild) 1985 a později časopisem Vi společně se Švédskou společností pro historickou fotografii dokonce i jako Fotografii století.
Fotografie byla zhotovena suchým želatinovým procesem a vydána v edici galeristou Pelle Ungerem. Dvanáct kopií, z toho tři autorské printy a tři tiskařovy printy, byly zhotoveny ve velikosti 58×80 cm. Jejich cena se pohybovala kolem 3000–6000 eur.
Žena na fotografii, Danuta Danielsson, spáchala sebevraždu dva roky po zveřejnění fotografie skokem z vodárenské věže. Danuta se narodila v roce 1947 a do Švédska se přestěhovala poté, co se provdala za Švéda, kterého potkala na jazzovém festivalu. Byla polského původu a její matka byla během druhé světové války vězněna v koncentračním táboře Majdanek.
Susanna Arwin, místní umělkyně, chtěla nechat vztyčit sochu Danuty v životní velikosti, ale nakonec bylo rozhodnuto proti vztyčení sochy, a to hned ze dvou důvodů. Prvním důvodem bylo rozhodnutí koncilu ve městě Växjö, ten se obával, že by socha mohla být pochopena jako propagace násilí. Druhým důvodem bylo zamítnutí ze strany rodiny, která si nepřála, aby památka Danuty byla zvěčněna v takovémto duchu.
Seppo Seluska, muž na fotografii, byl militantem v NRP – Nordic Reich Party. Některé online zdroje uvádějí, že byl odsouzen za mučení a vraždu homosexuála, to však není oficiálně potvrzeno.